# Plastowo (przystanek kolejowy)
Plastowo – przystanek osobowy w Plastowie, w gminie Kamieniec, w powiecie grodziskim, w województwie wielkopolskim, w Polsce.
Został otwarty w 1901 roku razem z linią kolejową z Kościana do Grodziska Wielkopolskiego. W 1991 roku linia ta została zamknięta. Obecnie na odcinku od Kościana do Grodziska Wielkopolskiego jest prowadzony ruch drezynowy przez stowarzyszenie Grodziska Kolej Drezynowa.